# Благоє Мар'янович
Благоє Мар'янович (сербохорв. Blagoje Marjanović, нар. 9 вересня 1907, Белград — пом. 1 жовтня 1984, Белград) — югославський футболіст, що грав на позиції нападника. По завершенні ігрової кар'єри — футбольний тренер.
Виступав, зокрема, за клуб БСК, а також національну збірну Югославії. Молодший брат футболіста Ніколи Мар'яновича, з яким багато років разом виступав у БСК.

## Клубна кар'єра
У дорослому футболі дебютував виступами за команду клубу «Югославія», де розпочинав кар'єру також брат Никола Мар'янович. Далі недовго грав у команді «Олімпія».
Своєю грою привернув увагу представників тренерського штабу клубу БСК, до складу якого приєднався 1926 року і де уже грав Никола. Відіграв за белградську команду наступні тринадцять сезонів своєї ігрової кар'єри. У складі БСК був одним лідерів і бомбардирів. Грав дуже непередбачувано і технічно, володів усіма навичками нападника найвищого класу. Виступав переважно на позиції центрфорварда або правого інсайда.
У 1927, 1929 і 1930 роках ставав з командою переможцем чемпіоном Белграда. Наприкінці 20-х років БСК стабільно боровся за нагороди чемпіонату, завдяки чому Благоє двічі здобував срібло у 1927 і 1929 роках, а також бронзу у 1928 році.
У 1927 і 1928 роках брав участь у складі своєї команди в матчах Кубку Мітропи, престижного турніру для провідних команд Центральної Європи. Обидва рази белградський клуб вибував на першій стадії змагань, поступаючись угорським командам «Хунгарія» (2:4, 0:4) і «Ференцварош» (0:7, 1:6) відповідно. Благоє брав участь в усіх чотирьох матчах своєї команди і відзначився голом у воротах «Ференцвароша».
Свою першу перемогу у національному чемпіонаті БСК із братами Мар'яновичами у складі здобув у першості 1931 року. Перемога вийшла дуже впевненою, адже столичний клуб виграв усі 10 матчів турніру, випередивши найближчого переслідувача загребську «Конкордію» на 9 очок. Лідерами тієї команди також були Милорад Арсеньєвич, Александар Тирнанич, Джордже Вуядинович, Любиша Джорджевич, провідні гравці національної збірної.
Загалом у 30-х роках БСК домінував у югославському футбол. Благоє був у команді головним бомбардиром, здобував титули чемпіона Югославії у 1933, 1935, 1936 і 1939роках. Тричі футболістові вдавалося вигравати титули найкращого бомбардира чемпіонату. За підрахунками югославських футбольних істориків зіграв у складі клубу загалом 566 матчів у яких забив 575 м'ячів.
Благоє Мар'янович був великою зіркою на батьківщині. Його футбольне і приватне життя викликало значний інтерес у публіки і журналістів. Одружився Благоє у 1938 році. Зі своєю майбутньою дружиною він познайомився перед одним з матчів проти «Хайдука». Її звали Планинка Чулич, вона була родом із Далмації і вболівала за «Хайдук». Від їхнього шлюбу народились син Зоран і дочка Вишня.
У 1939—1941 роках Благоє виступав у клубі «Чукарички». У часи Другої світової війни був у полоні. Згодом повернувся у футбол, граючи у клубах «Динамо» (Панчево) і «Пролетер» Осієк.

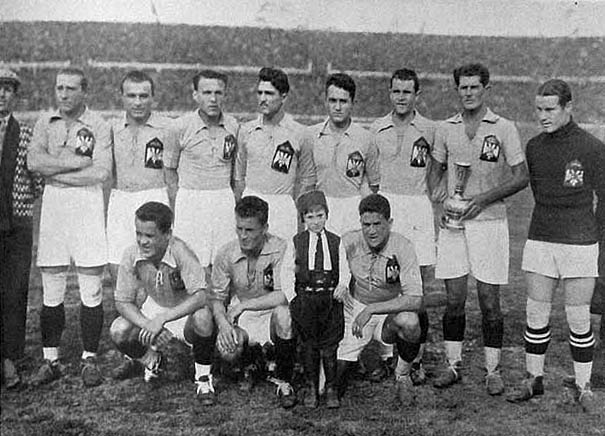
Збірна Югославії під час ЧС-1930 в Уругваї
Стоять: Михайлович, Стефанович, Джокич, Вуядинович, Арсеньєвич, Секулич, Івкович,
Якшич. Сидять: Тирнанич, Мар'янович, Бек

## Виступи за збірну
1926 року дебютував в офіційних матчах у складі національної збірної Югославії. Протягом кар'єри у національній команді, яка тривала 13 років, провів у формі головної команди країни 57 матчів, забивши 36 голів. Обидва показники на той час були рекордними для збірної.
Був у заявці своєї збірної на Олімпійських іграх 1928 року в Амстердамі, але на поле не виходив.
У 1930 році став учасником першого розіграшу чемпіонату світу.  Югославія стала однією з небагатьох європейських збірних, що погодились поїхати до далекого Уругваю, до того ж команда відправилась у не найсильнішому складі, адже через конфлікт у федерації збірну представляли лише сербські футболісти. Незважаючи на це, югославська команда виступила найвдаліше з європейців, створивши найбільшу сенсацію змагань: на груповій стадії перемогла збірну Бразилії (2:1). Здолавши у другому матчі Болівію (4:0, один з голів на рахунку Мар'яновича), югослави потрапили до півфіналу, де поступились майбутньому чемпіонові збірній Уругваю з рахунком 1:6.
Також у складі збірної двічі ставав переможцем Балканського кубку. Під час турніру в Афінах 1934-35 югослави в першому матчі змагань програли Греції (1:2), але завдяки перемогам над Болгарією (4:3) і Румунією (4:0) зуміли вийти на перше місце у підсумковій таблиці. Благоє зіграв лише у поєдинку проти Румунії і забив один з голів. Другу поспіль перемогу у змаганнях югославська збірна здобула 1935 році у Софії. У перших матчах команда впевнено здолала Румунію (2:0) і Грецію (6:1). У останній вирішальній грі проти господарів болгарів Югославія зіграла внічию 3:3 і випередила суперника у підсумковій таблиці завдяки кращій різниці м'ячів. У кожному з матчів змагань Мар'янович забив по одному м'ячеві.

## Кар'єра тренера
Розпочав кар'єру головного тренера 1956 року, очоливши тренерський штаб клубу «Торіно».
Потім працював у клубі «Катанія», головним тренером команди якого Благоє був до 1959 року. Після цього повернувся на батьківщину, працюючи у клубі «Побєда» (Прилеп). У 1961 році у Мар'яновича стався інфаркт, що призвів до часткового паралічу.
Помер 1 жовтня 1984 року на 78-му році життя у місті Белград.

## Трофеї і досягнення
- Чемпіон Югославії: 1930-31, 1932-33, 1934-35, 1935-36, 1938-39
- Срібний призер чемпіонату Югославії: 1927, 1929, 1937-38
- Найкращий бомбардир чемпіонату Югославії: 1930, 1935-36, 1936-37
- Чемпіон футбольної асоціації Белграда: 1927, 1929, 1930
- Півфіналіст чемпіонату світу: 1930
- Переможець Балканського кубку: 1935
- Срібний призер Балканського кубку: 1929-31, 1932, 1933
- Переможець Кубка Югославської федерації: 1927
- Срібний призер Кубка Югославської федерації: 1926